# Ludwig Frühling
Ludwig Frühling, auch genannt Louis Frühling, (* 10. Oktober 1833 in Peine; † 4. Oktober 1906 in Hannover; vollständiger Name: Heinrich Gottlieb Ludwig Frühling) war ein deutscher Architekt, der vorwiegend im Stil der Neugotik baute und zu den Vertretern der Hannoverschen Architekturschule zählt.

## Leben

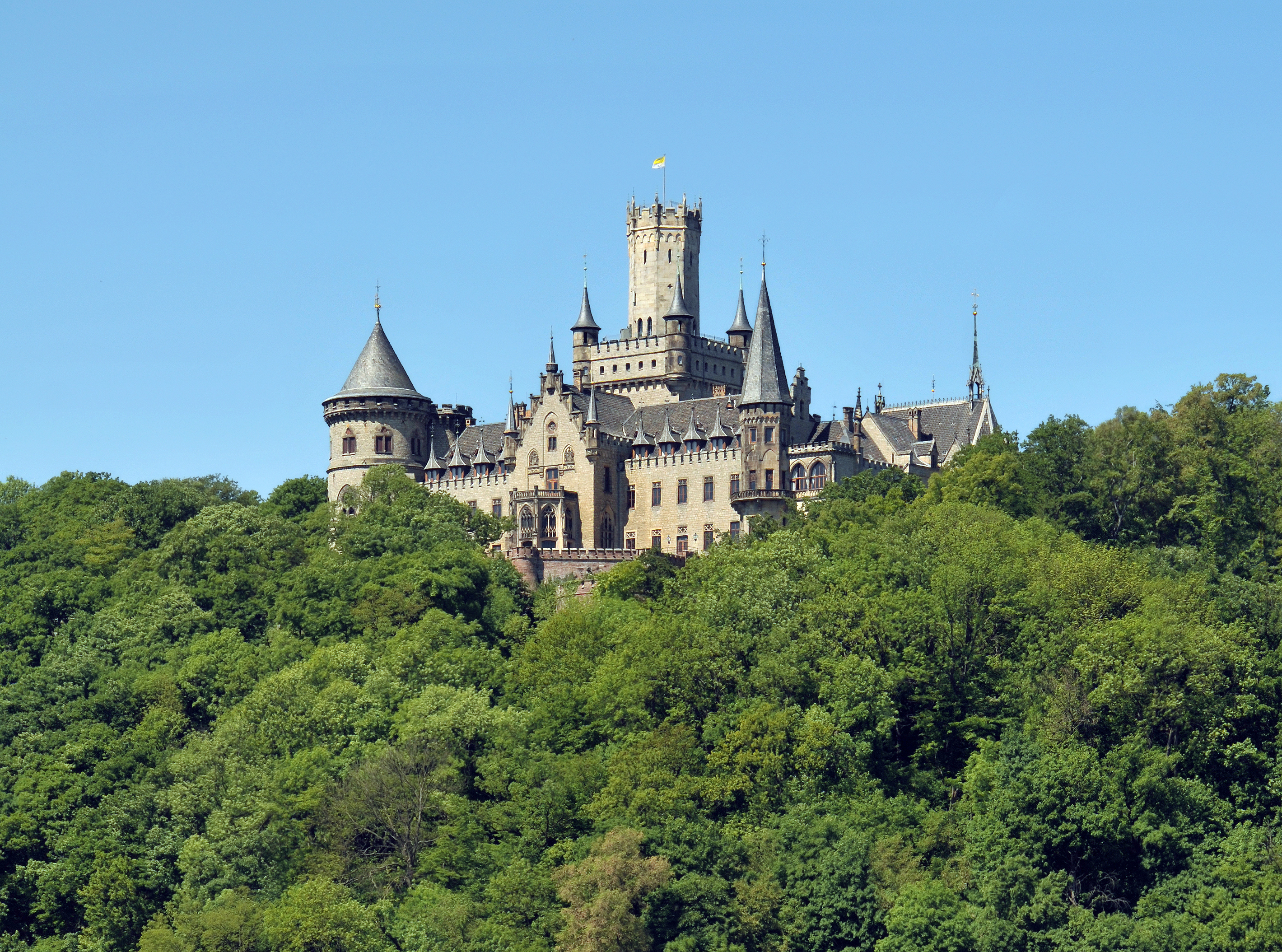
Schloss Marienburg; Entwurf von Conrad Wilhelm Hase, Bauleitung durch Ludwig Frühling, 1857–1865

Pfarrhaus der Marktkirche in Hannover, 1884, mit Fenstergewänden, Geschossfriesen und Fialenbekrönung Bezugnahme zum Alten Rathaus

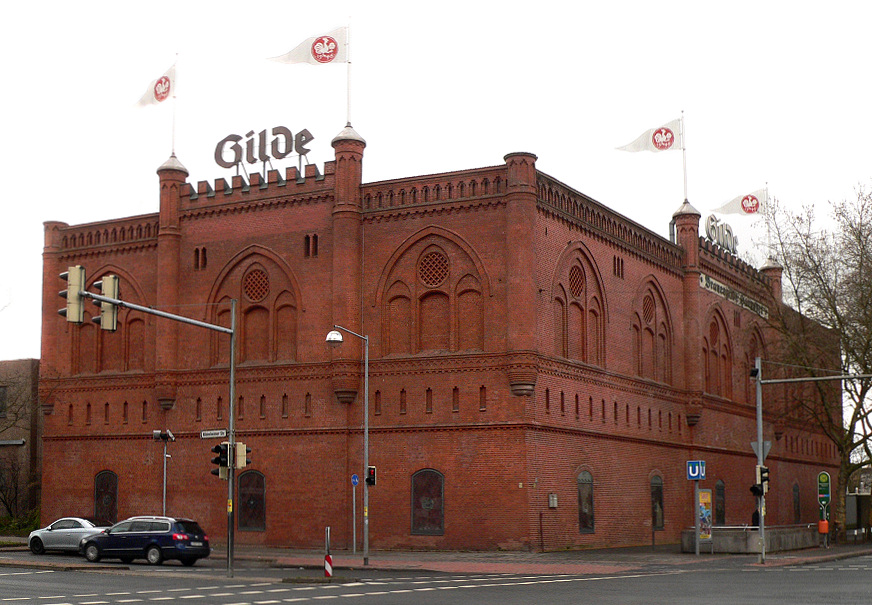
Ehemaliger Lagerkeller der Städtischen Lagerbier-Brauerei in Hannover-Südstadt, 1885

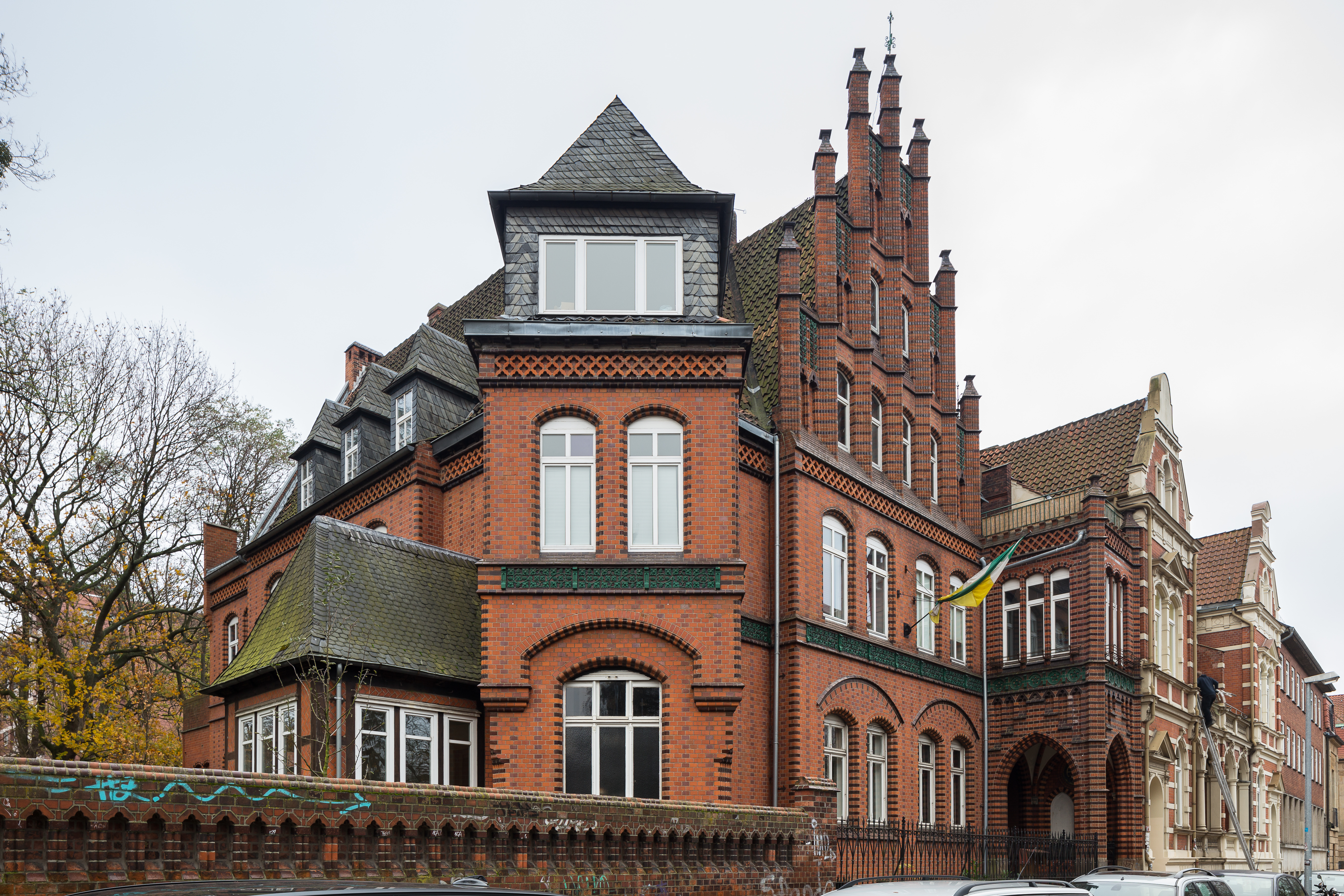
Villa für Carl Schwarz, Wilhelm-Busch-Straße 24 in Hannover-Nordstadt, 1886

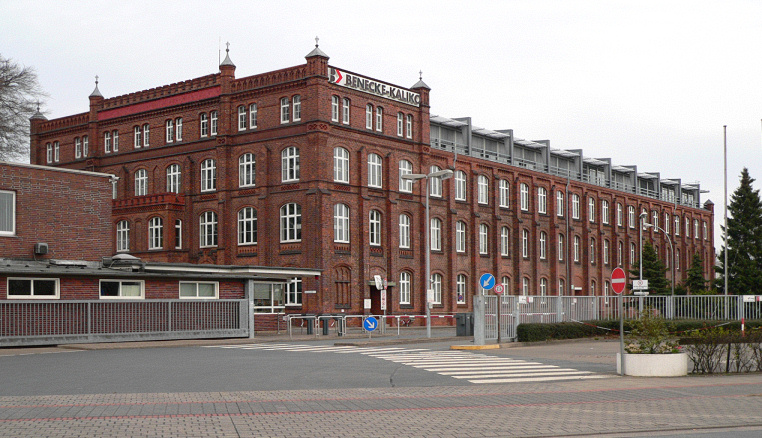
Fabrikgebäude der heutigen Benecke-Kaliko in Hannover-Vinnhorst, 1887–1889

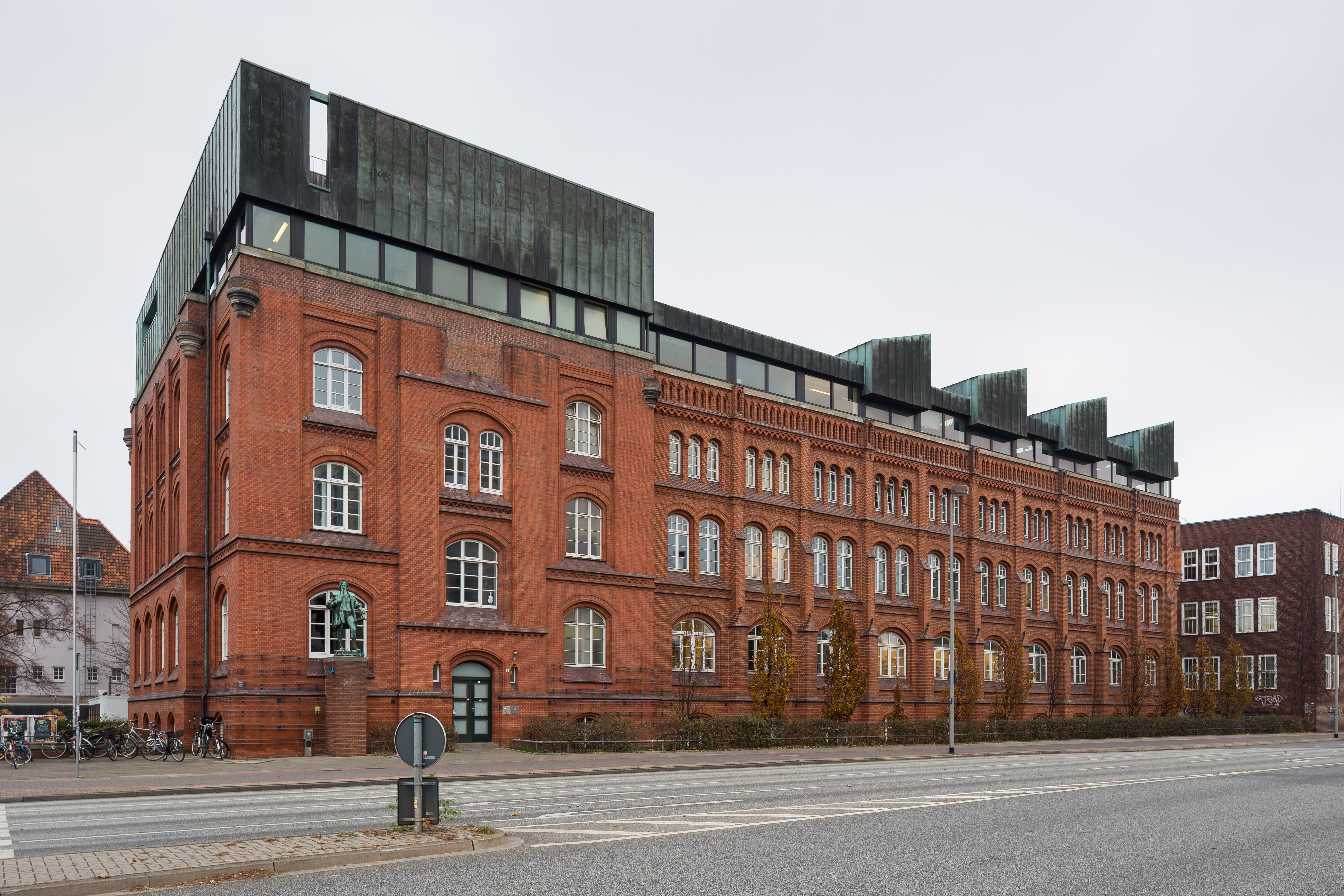
Heute umgenutztes Fabrikgebäude König & Ebhardt am Königsworther Platz in Hannover, 1874–1894

Nach einer Lehre als Maurer studierte Ludwig Frühling Architektur am Polytechnikum Hannover bei Conrad Wilhelm Hase.
Von 1852 bis 1855 leitete Frühling als Bauführer des Architekten Ludwig Droste den Umbau der Marktkirche in Hannover.
Von 1856 bis 1865 war Frühling dann Bauleiter im Architekturbüro seines Lehrers Hase. Während dieser Zeit reiste er nach Frankreich, um die Schlösser in und um Paris, das Palais des Tuileries und Versailles als Vorbilder für die Innenausstattung von Schloss Marienburg zu untersuchen, um dann die Bauausführung des königlichen Schlosses Marienburg bei Nordstemmen zu leiten. Anschließend machte er sich als Architekt selbständig.
Nach der Annexion des Königreichs Hannover durch Preußen 1866 trat Frühling in den preußischen Staatsdienst ein, zunächst im Rang eines Hofbaukondukteurs. Ab etwa 1879 hatte Frühling eine leitende Tätigkeit bei der staatlichen Bauverwaltung in Hannover inne und war dort zuständig für das Hoftheater und das Leineschloss, das Schloss Herrenhausen und zugehörige Bauten sowie die Schlösser in Springe und Göhrde. Darüber hinaus war Frühling zuständig für die bauliche Instandhaltung des Alten Palais in Hannover für Ernst August, Herzog von Cumberland.
1889 wurde Frühling in den Rang eines Hofrats befördert.

## Nachlass
Unterlagen sowie der Nachlass Ludwig Frühlings finden sich
- im Historischen Museum Hannover: Skizzenbuch von August Frühling, 1880 begonnen, Inventarnr. VM 33156
- im Stadtarchiv Hannover: im Nachlass Hase sowie in der Personengeschichtlichen Sammlung

## Bauten und Enwtürfe
- 1852–1855: Bauleitung bei der Restaurierung der Marktkirche St. Jacobi et Georgii in Hannover (nach Plänen von Ludwig Droste)
- 1857–1865: Bauleitung beim Bau des Schlosses Marienburg (nach Plänen von Conrad Wilhelm Hase)
- 1858: Erweiterung des Städtischen Krankenhauses in Linden bei Hannover, Deisterstraße / Ricklinger Straße (nicht erhalten)
- um 1870: Gebäude für die Wachstuchfabrik J. H. Benecke in Hannover, Am Judenkirchhof (nicht erhalten)
- 1871–1878: Gebäude der Städtischen Lagerbierbrauerei in Hannover-Südstadt, Hildesheimer Straße 73 (1893–1925 Erweiterungsbauten nach Entwürfen von Ernst Wullekopf; Bauteil von Frühling nicht erhalten)[4]
- 1872–1878 und 1884: Umbau der Broyhan-Brauerei in Hannover, Köbelinger Straße 23 (nicht erhalten)
- 1874–1894: Gebäude der Geschäftsbücherfabrik J. C. König & Ebhardt in Hannover, Schlosswender Straße / Königsworther Platz[2][5]
  - 1874–1876: Bau des Mittelteils[1]
- 1874: Haus Meinecke in Hannover, Kurze Straße (Eckhaus)
- 1874: eigenes Wohnhaus in Hannover-Südstadt, Lutherstraße 6 (früher Nr. 1, dann Nr. 3; nicht erhalten)
- 1874–1880: Herrenhaus Rutenstein bei Freiburg an der Elbe (1891–1893 durch Frühling erweitert; erhalten)
- 1877: Pfarrhaus in Hannover-Kleefeld, Hölderlinstraße 3 (heute Jugendzentrum)[1][6]
- um 1877: Kindergarten in Hannover-Kleefeld, Kapellenstraße 7[6]
- 1882: Umbauten am Hoftheater in Hannover (nach dem Zweiten Weltkrieg modernisiert)
- 1884: Pfarr- und Gemeindehaus der evangelisch-lutherischen Marktkirchengemeinde in Hannover, Hanns-Lilje-Platz 2–3 (früher: Am Markte 2–3; erhalten)
- 1886: Villa für Carl Schwarz in Hannover, Wilhelm-Busch-Straße 24 (früher Parkstraße 8; erhalten); Die ehemalige Unternehmervilla dient heute dem Akademischen Verein Gothia, der Fialengiebel ist dem Alten Rathaus entlehnt.[7]
- 1887–1889: Fabrikgebäude für die Wachstuchfabrik Benecke & Schwarz in Hannover-Vinnhorst, Beneckeallee 40 (erhalten)

sowie undatiert:
- Umbauten für die Hannoversche Bank in Hannover[1]
- Bauten der Zuckerfabrik Clauer in Delmenhorst[1]